# Sigma Ursae Majoris 2
Sigma Ursae Majoris 2 (σ2 Ursae Majoris, förkortat Sigma2 UMa, σ2 UMa) som är stjärnans Bayerbeteckning, är en visuell dubbelstjärna belägen i den nordvästra delen av stjärnbilden Stora Björnen. Den har en skenbar magnitud på 4,81 och är synlig för blotta ögat där ljusföroreningar ej förekommer. Baserat på parallaxmätning inom Hipparcosuppdraget på ca 49,1 mas, beräknas den befinna sig på ett avstånd av ca 66,5 ljusår (ca 20 parsek) från solen.

## Egenskaper
Primärstjärnan Sigma Ursae Majoris 2 A är en gul till vit underjättestjärna av spektralklass F6IV-V. Den har en massa som är ca 30 procent större än solens massa, en radie som är ca 1,75 gånger solens och en effektiv temperatur på ca 6 280 K. 
Den har en följeslagare, B, som är en orange stjärna i huvudserien av spektraltyp K och har en skenbar magnitud på ca 10,3. De två stjärnorna är separerade med ungefär 4 bågsekunder, och har, på grund av sin långsamma omloppsrörelse, en dåligt känd omloppsbana. Omloppsperioden uppskattas till 970 till över 1500 år. Det finns en tredje komponent, betecknad Sigma Ursae Majoris 2 C, separerad med 205 bågsekunder från primärstjärnan, som dock troligen inte är gravitationellt förbunden med dubbelstjärnan.